# 昆明新世界第一巴士
昆明新世界第一巴士服務有限公司（簡稱昆明新巴）是由昆明市公共汽车总公司（簡稱「昆公汽」）下属的第三、第四公司和第一修理厂与新世界第一巴士服务（中国）有限公司合资组建，提供中國昆明的公共汽車業務的公司。其營運車輛採用與香港新巴同樣的車身顏色，橙色、白色、綠色三色。

## 歷史
昆明新巴是新巴（中國）在中國大陸首個落實的公交投資項目。合资经营期为30年，资产总额为3亿元人民币，新巴（中国）占51%股权，昆公汽占49%的股权。

## 車隊和路線
昆明新巴擁有687台营运车辆、營運39条公交线路。

## 外部連結
- 昆明新世界第一巴士服務有限公司官方網頁